# Sonate pour deux pianos (Hindemith)
Pour les articles homonymes, voir Sonate pour deux pianos.
La Sonate pour deux pianos est une œuvre pour deux claviers de Paul Hindemith. Composée en 1942, la sonate est en cinq mouvements regroupés en trois parties.

## Histoire
Paul Hindemith compose sa sonate pour deux pianos en août 1942. Elle est créée le 20 novembre 1942 à New York par Celius Dougherty et Vincenz Ruzicka.

## Structure et analyse de l'œuvre
1. Chimes
2. Allegro
3. Canon
4. Récitatif
5. Fugue

## Analyse
L'introduction est une stylisation du son des cloches sur un ostinato de trois notes (si-ré-mi). Le deuxième mouvement est de forme sonate libre, avec une puissance sonore quasi orchestrale. Le troisième mouvement présente une mélodie au premier piano, imité à l'octave inférieure par le second piano à distance d'une mesure. Le cinquième mouvement est un récitatif d'après le poème médiéval This world's joy (La joie de ce monde), datant de 1300. Le cinquième et dernier mouvement présente une double fugue à quatre voix d'une puissance sonore et d'une complexité polyphonique rare.